# Stone Ocean
Stone Ocean (ストーンオーシャン Sutōn Ōshan) es la sexta parte del manga japonés JoJo's Bizarre Adventure, escrito e ilustrado por Hirohiko Araki. Es precedida por Golden Wind y es sucedida por la primera parte de un nuevo universo, es decir la parte 7, Steel Ball Run. En abril de 2021, Netflix anunció una adaptación al anime, JoJo's Bizarre Adventure: Stone Ocean.

## Argumento
La historia tiene lugar en el año 2011, diez años después de los sucesos de Golden Wind. Situada cerca de Port St. Lucie, Florida, la historia sigue a la hija de Jotaro Kujo, Jolyne Cujoh, quien es acusada de asesinato y termina en Green Dolphin St Jail. Se le entrega un dije heredado de su padre, que le corta la mano y desbloquea su habilidad de Stand, Stone Free, que le permite desenredar su cuerpo en una cuerda viva. La cuerda puede formar un stand humanoide a dos metros de distancia de su cuerpo, y puede extenderse aún más como cuerda. En la prisión, pronto se convierte en aliados incómodos con otros convictos y usuarios de Stand Ermes Costello (usuario de Kiss) y Gwess (usuario de Goo Goo Dolls).
Su padre Jotaro pronto viene a visitarla y le informa que un usuario de Stand llamado Johngalli A, un discípulo de DIO, la incriminó para que él pudiera matarla en la prisión, y le pide que escape. La ira de Jolyne hacia su padre, que ha estado ausente la mayor parte de su vida, se ve interrumpida por un doble ataque del Stand de Johngalli A, Manhattan Transfer y otro misterioso Stand llamado Whitesnake. Whitesnake usa su poder para robar el Stand de Jotaro, Star Platinum, y también sus recuerdos. Jotaro se hunde en un estado de muerte, y Jolyne debe de alguna manera encontrar una manera de recuperar Star Platinum del usuario de Whitesnake, el misterioso Enrico Pucci. En el camino, recoge a aliados como Emporio Alniño, un niño cuya difunta madre lo dio a luz en prisión, Foo Fighters, un Stand de plancton sensible que tomó la forma de un prisionero muerto, y el asesino convicto, Narciso Anasui ( usuario de Diver Down), a quien le gusta desarmar cosas y poner las piezas una al lado de la otra (fue encarcelado por hacer lo mismo con su novia y su amante). El más notable de sus aliados  es Weather Report (usuario de Weather Report) , un amnésico que controla el clima y, en un ejemplo desconcertante,  puede hacer que ranas venenosas lluevan del cielo. Está fuertemente implicado que Jolyne puede haber albergado algunos sentimientos románticos por él, aunque no tuvo tanta suerte para Anasui (que está locamente enamorado de Jolyne).
Finalmente, los motivos de poder de Pucci se hacen más claros a medida que avanza la historia. Conoció a DIO en algún momento antes de que ocurrieran los eventos de la Parte 3 y lo idolatraron cuando el vampiro se curó instantáneamente su pie desfigurado. Mientras estaba en la compañía de DIO, DIO habló de "Cielo" y cómo crear un "mundo perfecto" cuando se cumplían ciertas condiciones. Antes de que pudiera actuar en el plan de DIO, ocurrió la Parte 3. Pucci, manteniendo a DIO en su palabra, se obsesionó con la idea y adoró a DIO como un dios. Primero, necesitaba absorber los restos de los huesos de DIO para adquirir el conocimiento y el poder que se le había perdido. Segundo, necesitaba llegar a un lugar predestinado en la noche de la luna nueva. Por supuesto, al estar conectados los linajes de Dio y Joestar, él también obtiene una marca de nacimiento de la estrella, sin querer, advirtiéndole a Jolyne a dónde iba.
Jolyne, Ermes y Emporio escapan de la prisión en su búsqueda de Pucci, mientras que Anasui y Weather Report también escapan en busca de Jolyne. A través de muchas dificultades, logra enviar ambos discos a la Speedwagon Foundation y rápidamente comienza la "resurrección" de Jotaro. Pronto, Jolyne y sus aliados se enfrentan con los hijos ilegítimos de DIO, a cada uno de los cuales se les han despertado sus habilidades de Stand gracias a que Pucci obtuvo las habilidades de DIO después de leer el disco de memoria de Jotaro. Durante el enfrentamiento con el tercer hijo, se le devuelve el disco de memoria de Versus, Weather, después de lo cual recuerda que Pucci es su hermano perdido, responsable de atacar el clima y, sin querer, matar a su hermana mayor en el proceso. . Mientras Weather desata los verdaderos poderes de su Stand como Heavy Weather en el mundo, Pucci se enfrenta con él en combate. Weather Report finalmente es asesinado después de ser distraído por la llegada de Jolyne, y Pucci continúa hacia Cabo Cañaveral a tiempo para la luna nueva.
Jolyne y compañía se dedican a la persecución con el padre Pucci, solo para enfrentar la próxima evolución de Whitesnake, C-Moon, un Stand que altera el campo gravitatorio alrededor de Pucci. Aunque un Jotaro revivido llega para ayudar a su hija y a sus amigos en la lucha, Pucci logra su objetivo a medida que C-Moon evoluciona una vez más a su forma final: Made in Heaven. Usando Made in Heaven, Pucci puede acelerar la rotación de la Tierra (y, por lo tanto, el tiempo), y durante ese tiempo procede a matar a Jolyne, Jotaro, Anasui y Ermes frente a Emporio. Los efectos finales de Made in Heaven se completan cuando el tiempo se acelera hasta el final del universo, lo que lleva a un nuevo ciclo de tiempo y un universo paralelo donde todos los humanos supervivientes tienen una comprensión precognitiva de las acciones predestinadas en sus vidas. Pucci, creyendo que tal conocimiento del destino les traerá felicidad, procede a perseguir a Emporio para asegurar que el futuro no cambie. Cuando está a punto de matar a Emporio, involuntariamente ayuda a Emporio a insertar el disco de Stand de Weather Report, que llevaba desde la muerte de Weather, permitiendo a Emporio obtener los poderes del Stand Weather Report para sofocar a Pucci hasta la muerte y restablecer el tiempo por completo.
Dentro del universo recientemente restablecido, Emporio se encuentra con un joven mujer que se parece a Ermes que acaba de ser expulsado del autobús por no haber tenido el cambio exacto. Después de esto, una pareja en un automóvil que necesita combustible se presenta como Irene y Anakis, que se parecen a Jolyne y Anasui, a Emporio y a la otra mujer, ofreciéndoles a los dos un paseo mientras se dirigen a ver al padre de Irene para que Anakis pueda pedirle La mano de Irene en el matrimonio. Cuando Irene se quita la chaqueta para mantener seco a Emporio, él ve su marca de nacimiento en forma de estrella, y finalmente se presenta. Mientras conducen bajo la lluvia, Irene empuja a Anakis a buscar a otro autoestopista que tiene un parecido sorprendente con Weather Report.

## Adaptación al anime
La adaptación al anime de Stone Ocean fue anunciada personalmente por el creador de la serie Hirohiko Araki en la transmisión en vivo "JoJo's Bizarre Adventure the Animation Special Event: JOESTAR Inherited Soul" el 4 de abril de 2021, afirmando que "[...] finalmente está siendo animado y liberado”.
El 8 de agosto de 2021, en un evento de transmisión en vivo, se anunció que los primeros doce episodios del anime Stone Ocean se transmitirán en Netflix en todo el mundo el 1 de diciembre de 2021. En la misma transmisión en vivo, hubo un tráiler de 2 minutos presentando nuevo arte de personajes, animación y música. Los episodios 13-24 se transmitirán en Netflix en todo el mundo en el cuarto trimestre de 2022

## Personajes

### Personajes principales
Jolyne Cujoh (空条 徐倫, Kūjō Jorīn)
Seiyū: Fairouz Ai
La protagonista de la serie, Jolyne Cujoh es una prisionera en la Prisión Green Dolphin Street, y es la hija de Jotaro Kujo, protagonista de Stardust Crusaders. Su Stand, Stone Free, le permite desenredar su cuerpo en múltiples hilos.
Ermes Costello (エルメェス・コステロ, Erumēsu Kosutero)
Seiyū: Mutsumi Tamura
Ermes Costello es una prisionera, que es intencionalmente encarcelada para ir tras un gangster llamado Sports Maxx, el responsable de la muerte de su hermana. Ella adquiere el Stand Kiss, el cual le permite colocar una pegatina en los objetos para duplicarlos perfectamente hasta que se quite la pegatina, en cuyo punto el duplicado y el original se fusionarán violentamente, dejando el objeto dañado.
Foo Fighters (フー・ファイターズ, Fū Faitāzu)
Seiyū: Mariya Ise
Foo Fighters, comúnmente conocida como F.F., es un ser sapiente que consiste en plancton. Es su propio Stand, cuya habilidad consiste en controlar la colonia de plancton como un solo ser o individualmente. También tiene la habilidad de curar heridas usando plancton o poseer el cuerpo de alguien.
Emporio Alniño (エンポリオ・アルニーニョ, Enporio Arunīnyo)
Seiyū: Atsumi Tanezaki
Emporio Alniño es un niño nacido de una reclusa desconocida en la Prisión Green Dolphin Street. Su Stand, Burning Down the House, tiene la habilidad de manifestar objetos que ya no existen, tales como una sala de fantasmas en la que vive secretamente, junto con Weather Report y Narciso Anasui.
Weather Report (ウェザー・リポート, Wezā Ripōto)
Seiyū: Yūichirō Umehara
Weather Report es un recluso amnésico que ayuda a Jolyne a petición de Emporio. Sin memoria de su nombre real, el utiliza el nombre de su Stand, el cual le permite manipular el clima y la atmósfera. Su Stand también tiene una habilidad secreta conocida como Heavy Weather, la cual envía mensajes subliminales que gradualmente, transformará a las personas en caracoles.
Narciso Anasui (ナルシソ・アナスイ, Narushiso Anasui)
Seiyū: Daisuke Namikawa
Narciso Anasui es un recluso que esta perdidamente enamorado de Jolyne, y desea casarse con ella. Su Stand, Diver Down, le permite ubicarse a él mismo o su Stand en objetos, o en los cuerpos de los demás para absorber el daño que se les inflige.
Jotaro Kujo (空条 承太郎, Kūjō Jōtarō)
Seiyū: Daisuke Ono
Jotaro Kujo regresa de Stardust Crusaders y Diamond Is Unbreakable como el padre de Jolyne. Ahora como un hombre de mediana edad, él llega a la Prisión Green Dolphin Street para ayudar a su hija a limpiar su nombre y detener a Enrico Pucci. Su Stand, Star Platinum, es un Stand poderoso de corto alcance con una inmensa fuerza, precisión, velocidad, y la habilidad de detener el tiempo.
Enrico Pucci (エンリコ・プッチ, Enriko Putchi)
Seiyū: Tomokazu Seki
El antagonista principal. Trabajando como un sacerdote en la Prisión Green Dolphin Street, aspira a implementar un plan formulado hace mucho tiempo por DIO para alcanzar el paraíso.

## Volúmenes
| N.º     | Título | Fecha de lanzamiento    | ISBN original          |
| ------- | --- | ----------------------- | ---------------------- |
| 1 (64)  | «Prisionera FE40536: Jolyne Cujoh» «Shūjin Bangō FE40536 Kūjō Jorīn» (囚人番号FE40536空条徐倫?)                                                    | 1 de mayo de 2000       | ISBN 978-4-08-872866-7 |
| 2 (65)  | «El Visitante de la Prisión Green Dolphin Street» «Gurīn Dorufin Sutorīto Keimusho no Menkainin» (グリーン・ドルフィン・ストリート刑務所の面会人?) | 4 de agosto de 2000     | ISBN 978-4-08-872899-5 |
| 3 (66)  | «Prisionera del Amor» «Purizunā Obu Ravu» (プリズナー・オブ・ラヴ?)                                                                                | 4 de octubre de 2000    | ISBN 978-4-08-873027-1 |
| 4 (67)  | «¡Vamos! Foo Fighters» «Iku Zo! Fū Faitāzu» (行くぞ!フー・ファイターズ?)                                                                           | 4 de diciembre de 2000  | ISBN 978-4-08-873051-6 |
| 5 (68)  | «Operación Savage Garden (¡Diríjanse al patio!)» «Saveji Gāden Sakusen (Nakaniwa e Mukae!)» (サヴェジ・ガーデン作戦 (中庭へ向かえ!)?)              | 2 de febrero de 2001    | ISBN 978-4-08-873077-6 |
| 6 (69)  | «Aviso de Precipitación Repentina» «Shūchū Gōu Keihō Hatsurei» (集中豪雨警報発令?)                                                                 | 4 de abril de 2001      | ISBN 978-4-08-873103-2 |
| 7 (70)  | «Sala de Castigo de Ultra Seguridad» «Urutora Sekyuriti Chōbatsubō» (ウルトラセキュリティ懲罰房?)                                                  | 4 de junio de 2001      | ISBN 978-4-08-873126-1 |
| 8 (71)  | «Arde, Dragon's Dream» «Moe yo Doragonzu Dorīmu» (燃えよ竜の夢ドラゴンズ・ドリーム?)                                                               | 4 de septiembre de 2001 | ISBN 978-4-08-873160-5 |
| 9 (72)  | «Nacimiento del Verde» «Midoriiro no Tanjō» (緑色の誕生?)                                                                                          | 2 de noviembre de 2001  | ISBN 978-4-08-873183-4 |
| 10 (73) | «AWAKEN - Despertar» «AWAKEN-Mezame» (AWAKEN-目覚め?)                                                                                              | 4 de febrero de 2002    | ISBN 978-4-08-873225-1 |
| 11 (74) | «¡Salgan! Tiempo Paradisíaco» «Mukae! Tengoku no Toki» (迎え! 天国の時?)                                                                           | 4 de abril de 2002      | ISBN 978-4-08-873250-3 |
| 12 (75) | «Escape...» «Datsugoku e...» (脱獄へ…?) | 4 de julio de 2002      | ISBN 978-4-08-873284-8 |
| 13 (76) | «¡Vuela alto, Sky High!» «Sora Takaku Sukai Hai!» (空高くスカイ・ハイ！?)                                                                          | 4 de septiembre de 2002 | ISBN 978-4-08-873315-9 |
| 14 (77) | «Tres Días para la Luna Nueva» «Tengoku no Toki Shingetsu made Ato Mikka» (天国の時 新月まであと3日?)                                              | 4 de diciembre de 2002  | ISBN 978-4-08-873346-3 |
| 15 (78) | «Heavy Weather» «Hebī Uezā» (ヘビー・ウェザー?) | 4 de febrero de 2003    | ISBN 978-4-08-873383-8 |
| 16 (79) | «Llegando a Cabo Cañaveral» «Kēpu Kanaberaru nite» (ケープ・カナベラルにて?)                                                                       | 4 de abril de 2003      | ISBN 978-4-08-873410-1 |
| 17 (80) | «Made In Heaven» «Meido In Hebun» (メイド・イン・ヘブン?)                                                                                          | 4 de julio de 2003      | ISBN 978-4-08-873483-5 |

## Recepción
Kono Manga ga Sugoi! recomendó la serie y llamó a Jolyne un personaje distintivo dentro de la franquicia de JoJo's Bizarre Adventure. En una encuesta de 2015 sobre Charapedia, los lectores japoneses clasificaron a Stone Ocean como el decimoséptimo final más impactante de todos los tiempos en manga y anime.